# Billy Latsko
Billy Latsko (født 16. februar 1984) er en tidligere amerikansk fodbold-spiller fra USA, der spillede fire år i NFL hos henholdsvis Carolina Panthers og San Diego Chargers. Han spillede positionen full back.